# Ƥ
Ƥ (majuskel: ƥ), kaldet P med en krog, er et bogstav i det latinske alfabet baseret på bogstavet p. Det bruges i alfabetet hos nogle afrikanske sprog, fx Serer. Krogen kan være monteret på enten venstre eller højre side.
ƥ blev tidligere brugt i IPA for at repræsentere ustemt bilabial plosiv. I 1993, blev det erstattet med [ɓ̥] som er tegnet for dens stemte modpart, med en cirkel under som markerer en ustemt udtale

## Brug på computer
Både Ƥ og ƥ kan begge findes i Unicode, ved hhv. U+01A4 og U+01A5.
Begge bogstaver kan også vises på LaTeX i Computer Modern African med kommandoerne \m P og \m p.